# سبدنشین بوران
سبدنشین بوران (نام علمی: Cisticola bodessa) نام یک گونه از سرده سبدنشین است.